# Hammadiden

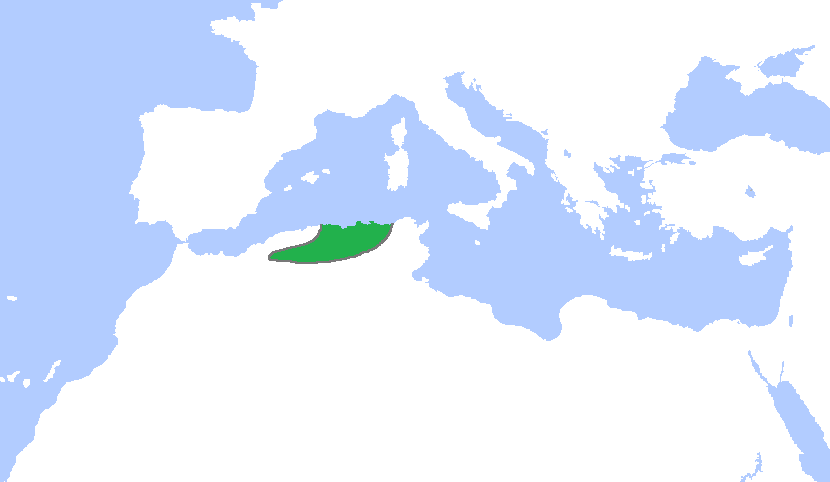
Reich der Hammadiden (um 1050)

Die Hammadiden (arabisch بنو حماد, DMG Banū Ḥammād, berberisch ⴰⵢⵜ ⵃⵎⵎⴰⴷ At Ḥemmad) waren eine von 1015 bis 1152 im nordöstlichen Algerien herrschende berberisch-muslimische Dynastie, deren Herrschaftsgebiet weitgehend dem Gebiet der heutigen Kabylei entspricht.

## Geschichte
Das Reich der Hammadiden wurde im Jahr 1014 durch Hammad ibn Buluggin (reg. 1014–1028), einem Verwandten des herrschenden Ziriden in Ifrīqiya, Badis ibn Ziri (reg. 995–1016), begründet. Mit der Erklärung der Unabhängigkeit wurden die Abbasiden als rechtmäßige Kalifen anerkannt. Zwar kam es zu Kämpfen mit den Ziriden, doch konnten diese die Hammadiden nicht wieder unterwerfen und mussten deren Unabhängigkeit anerkennen (1018).
Infolge der Schwächung der Ziriden durch die Invasion des Beduinenstammes der Banu Hilal nach 1051 kam es zu einem kurzen Aufschwung des Reichs; außerdem siedelten sich Flüchtlinge aus Ifriqiya in Algerien an. Im Jahr 1063 scheiterte eine Invasion auf Sizilien. Ungefähr zur selben Zeit machten die Hilal-Beduinen das Reich der Hammadiden unsicher, so dass die Hauptstadt al-Qala im Jahr 1062 nach Bejaia an die Mittelmeerküste verlegt werden musste. Dort gewann neben dem Seehandel auch die Piraterie an wirtschaftlicher Bedeutung. Zwar konnten mit Hilfe der Banu Hilal die aus Marokko stammenden Almoraviden (1080) aufgehalten und deren Eroberungen auf Westalgerien begrenzt werden, doch waren die Beduinen nicht dauerhaft kontrollierbar, so dass der Niedergang des Reiches einsetzte, bis es im Jahr 1152 von den Almohaden unterworfen wurde.

## Bedeutung
Die Bedeutung der Hammadiden ist vor allem darin zu sehen, dass sie die eigenständige staatliche Entwicklung im zentralen Maghreb begründeten und sich gegen die Ziriden in Tunesien und die Almoraviden in Marokko erfolgreich behauptet haben. Unter ihnen gewannen die Küstenstädte zunehmend an Bedeutung, da das Hinterland durch die unruhigen Beduinen-Stämme kontrolliert wurde.

## Herrscher
- Hammad ibn Buluggin (1014–1028)
- al-Qaid ibn Buluggin (1028–1054)

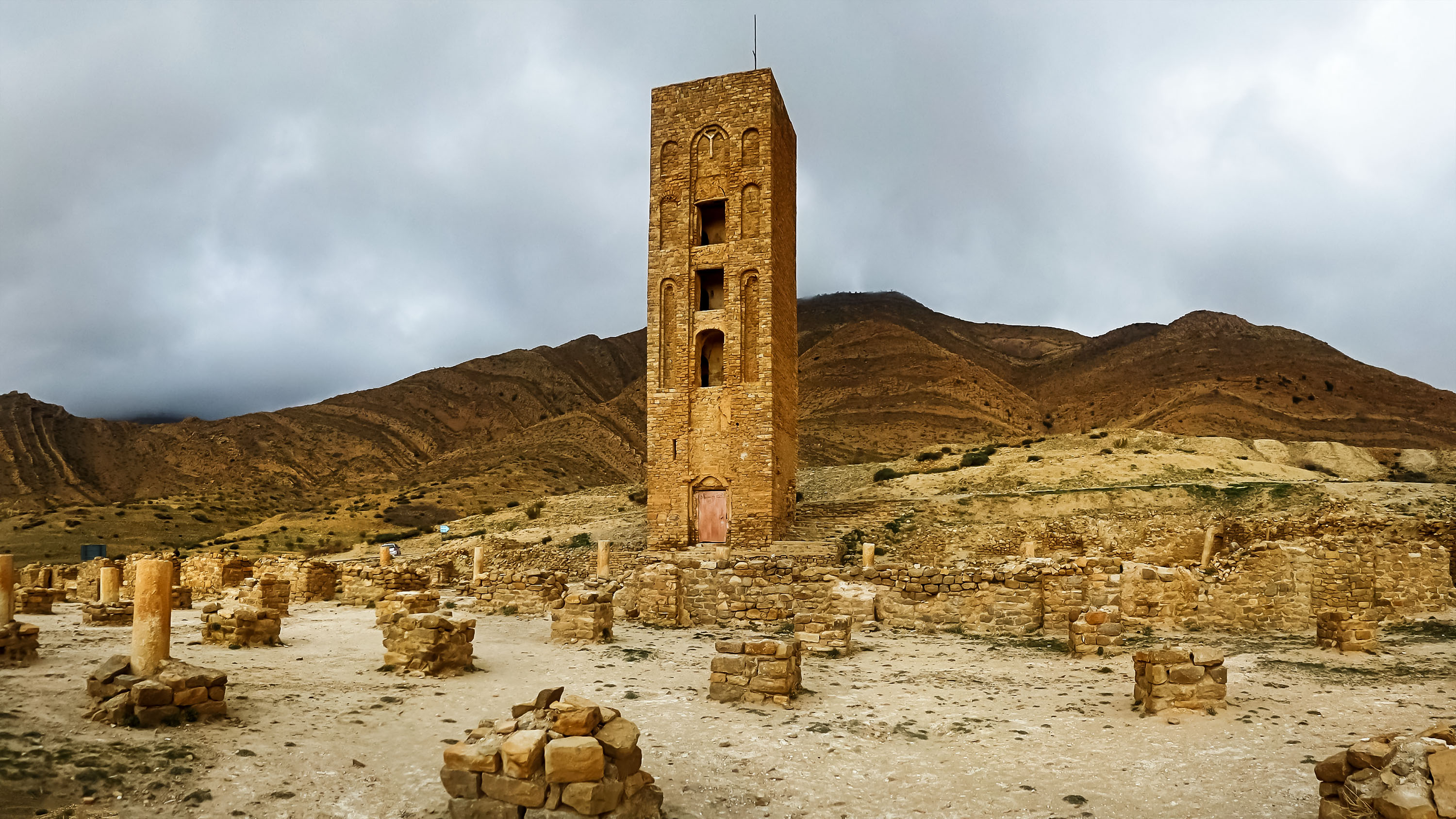
Minarett und Moscheeruinen der Festung al-Qala

- al-Muschin ibn al-Qaid (1054–1055)
- Buluggin ibn Muhammad (1055–1062)
- an-Nasir ibn Alumnas (1062–1088)
- al-Mansur ibn an-Nasir (1088–1104)
- Badis ibn al-Mansur (1104)
- Abd al-Aziz ibn al-Mansur (1104–1121)
- Yahya ibn Abd al-Aziz (1121–1152)